# That’s Not a Hat
That’s Not a Hat ist ein Kartenspiel von Kasper Lapp aus dem Jahr 2023, das von der Spiel-des-Jahres-Jury im Jahr 2023 auf die Spiel des Jahres – Empfehlungsliste gesetzt wurde.
Es ist für drei bis acht Spieler ab 8 Jahren konzipiert. Eine Spielrunde dauert etwa 15 Minuten.

## Ausstattung
Neben der Spielanleitung enthält das Spiel 110 Bildkarten.

## Spielablauf
In That’s Not a Hat müssen die Spieler sich die Motive auf den Karten merken. Jeder Spieler bekommt eine Karte ausgeteilt, die zu Beginn offen auf den Tisch gelegt wird. Nachdem jeder Spieler alle sich in der Runde befindlichen Karten gesehen hat, werden diese verdeckt. Der Spieler, der zuletzt ein Geschenk erhalten hat, beginnt eine Karte vom Stapel zu ziehen. Diese Karte legt er verdeckt auf dem Tisch ab. Je nachdem, in welche Richtung der Pfeil auf der Rückseite der Karte zeigt, wird die Karte in diese Richtung an den nächsten Spieler weitergegeben. Dabei muss der Kartengeber dem Karten-erhaltenden Mitspieler mitteilen, um welche Karte es sich handelt. Der Mitspieler kann diese Karte nun annehmen, wenn er davon ausgeht, dass sich das genannte Symbol wirklich unter der Karte befindet. Zweifelt er jedoch daran, so wird die Karte aufgedeckt und der Spieler, der sich in seiner Annahme geirrt hat, muss diese Karte beiseite legen. Diese zählt als Strafpunkt.
Es wird immer die ältere der beiden Karte an den Spieler nach links oder rechts weitergeben. Die Reihenfolge ergibt sich aus der Weitergabe der Karten. Da jeder Spieler im Normalzustand eine Karte vor sich liegen hat, ist immer derjenige an der Reihe eine Karte weiterzugeben, welcher im Moment zwei Karten vor sich liegen hat.
Das Spiel endet, wenn ein Spieler drei Strafkarten gesammelt hat.

## Versionen und Rezeption
Das Spiel That’s Not a Hat wurde von dem Spieleautor Kaspar Lapp entwickelt und wurde 2023 bei dem deutschen Spieleverlag Ravensburger in mehreren mehrsprachigen Versionen veröffentlicht.
In einer Werbeaktion der Marke Rougette der Käserei Champignon konnte 2024 eine Sonderedition zum Kauf bestimmter Produkte als Beigabe angefordert werden. Diese enthielten wie das Originalspiel 110 Karten, davon wurden jedoch 5 Motive durch Rougette-Motive ersetzt, u. a. einen Ofenkäse.
Das Spiel wurde auf mehreren Plattformen positiv bewertet. Der Spielekritiker Udo Bartsch bezeichnet das Spiel in seinem Blog „Rezensionen für Millionen“ als „reizvoll“ und resümiert: „Mir imponiert, mit welch geringem Aufwand (ganz wenige Regeln und nur eine Sorte Material) THAT’S NOT A HAT sehr viel Spiel kreiert: Es unterhält, es erzeugt starke Emotionen und es fordert obendrein heraus.“ Auch Harald Schrapers lobt das einfache Konzept des Spiels, wenn er schreibt: „That’s Not a Hat hat sehr einfache Regeln. Es ist rasend schnell erklärt, und es ist verblüffend, mit welch einfachen Mitteln man einen solchen Flow erzeugen kann.“
Im Mai 2023 wurde das Spiel auf die Spiel des Jahres – Empfehlungsliste gesetzt. Zudem erhielt es eine Nominierung für die Kategorie „kurze Spiele“ beim MinD-Spielepreis 2023 und wurde beim À-la-carte-Kartenspielpreis auf Platz 10 gewählt.

## Belege
1. 1 2 3  
Spielanleitung That’s Not a Hat, Ravensburger 2023
2. ↑  
That’s Not a Hat, Versionen bei BoardGameGeek. Abgerufen am 18. Mai 2024.
3. ↑  Teilnahmebedingungen für das Gewinnspiel „ROUGETTE Sommerspiele“ der Käserei Champignon Hofmeister GmbH & CO. KG. Käserei Champignon Hofmeister GmbH & Co. KG, Oktober 2023, archiviert vom Original am 16. Juli 2024; abgerufen am 16. Juli 2024.
4. ↑  Kasper Lapp: That's Not a Hat (Rougette Ofenkäse Edition). Ravensburger, 2024.
5. ↑  
Udo Bartsch: That’s Not a Hat Rezension auf „Rezensionen für Millionen“, 16. JUNI 2023; abgerufen am 18. Mai 2024.
6. ↑  
Harald Schrapers: That’s Not a Hat Rezension auf „Games We Play“, abgerufen am 18. Mai 2024.
7. ↑  
That’s Not a Hat auf der Website des Spiel des Jahres e.V.; abgerufen am 18. Mai 2024.